# Liste der Baudenkmäler in Beelen
Die Liste der Baudenkmäler in Beelen enthält die denkmalgeschützten Bauwerke auf dem Gebiet der Gemeinde Beelen im Kreis Warendorf in Nordrhein-Westfalen (Stand: Februar 2021). Diese Baudenkmäler sind in der Denkmalliste der Gemeinde Beelen eingetragen; Grundlage für die Aufnahme ist das Denkmalschutzgesetz Nordrhein-Westfalen (DSchG NRW).

## Baudenkmäler
| Bild | Bezeichnung                                                                                      | Lage                           | Beschreibung | Bauzeit                                       | Eingetragen seit | Denkmal- nummer |
| --- | ------------------------------------------------------------------------------------------------ | ------------------------------ | --- | --------------------------------------------- | ---------------- | --------------- |
| Bildstock | Bildstock                                                                                        | Bauenrott 68 Karte             | Heiligenhaus mit Pieta, barock | 1877                                          |                  | 1               |
| Kapelle | Kapelle                                                                                          | Pohlstadt / Ecke Hörster Karte | | 1910                                          |                  | 2               |
| Wegekapelle | Wegekapelle                                                                                      | Harsewinkeler Damm 7 Karte     | | bez. 1938                                     |                  | 3               |
| Bildstock | Bildstock                                                                                        | Ostheide 5 Karte               | Backsteinkapelle mit Pieta | 1890                                          |                  | 4               |
| BW | Vierständer-Fachwerkhaus                                                                         | Vennort 4 Karte                | | 1826                                          |                  | 5               |
| Dreiständer-Fachwerkhaus | Dreiständer-Fachwerkhaus                                                                         | Westkirchener Straße 39 Karte  | | 1. Hälfte des 19. Jhd.                        |                  | 6               |
| Jüdischer Friedhof | Jüdischer Friedhof                                                                               | Neumühlenstraße Karte          | 6 Grabsteine |                                               |                  | 7               |
| Wegekapelle | Wegekapelle                                                                                      | Neumühlenstraße 55 Karte       | | bez. 1910                                     |                  | 8               |
| Doppelbildstock | Doppelbildstock                                                                                  | Ostenfelder Straße 42 Karte    | |                                               |                  | 9               |
| Bildstock | Bildstock                                                                                        | Ostenfelder Landweg 2 Karte    | Holzgehäuse mit farbig gefasster Sandsteinplastik des Heiligen Antonius                                                                     |                                               |                  | 10              |
| BW | Hofanlage                                                                                        | Ostenfelder Straße 41 Karte    | Vierständer-Fachwerkhaus mit Backsteinhofgiebel, Lourdes-Grotte ohne Marienfigur                                                            |                                               |                  | 12              |
| Vierständer-Fachwerkhaus | Vierständer-Fachwerkhaus                                                                         | Letter Straße 1 Karte          | | 1823                                          |                  | 13              |
| Hofanlage | Hofanlage                                                                                        | Harsewinkeler Damm 5 Karte     | Hofhaus 1809/10 ohne Garagenanbau, Wirtschaftsgebäude 1871 ohne Stallanbau, 2 Torpfeiler zum Garten                                         |                                               |                  | 14              |
| Hofhaus | Hofhaus                                                                                          | Ostenfelder Straße 53 Karte    | Zweiständerfachwerkhaus | 1889                                          |                  | 15              |
| Dreiständer-Fachwerkhaus „Haus Heuer“ | Dreiständer-Fachwerkhaus „Haus Heuer“                                                            | Gartenstraße 18 Karte          | Vierständerhaus mit dreischiffigem Wirtschaftsteil, mehrfach angebaut                                                                       | Ursprung 1711 Anbauten 1. Hälfte des 19. Jhd. |                  | 16              |
| Hofanlage / Vierständer-Fachwerkhaus | Hofanlage / Vierständer-Fachwerkhaus                                                             | Harsewinkeler Damm 13 Karte    | Querdeelenhaus | bez. 1871                                     |                  | 17              |
| [[Vorlage:Bilderwunsch/code!/C:51.925718,8.108031!/D:a) Wohnhaus b) zwei Wirtschaftsgebäude c) Torppfeilegitter d) Gartenhaus e) parkähnlicher Garten, Am Grewinghof 1!/\|BW]] | a) Wohnhaus b) zwei Wirtschaftsgebäude c) Torppfeilegitter d) Gartenhaus e) parkähnlicher Garten | Am Grewinghof 1 Karte          | |                                               |                  | 18              |
| Kötterhaus | Kötterhaus                                                                                       | Hörster 27 Karte               | ehemaliges Heuerlingshaus |                                               |                  | 19              |
| Fachwerkhaus | Fachwerkhaus                                                                                     | Kirchplatz 4 Karte             | |                                               |                  | 20              |
| Querdielenhaus | Querdielenhaus                                                                                   | Letter Straße 8 Karte          | | 1814                                          |                  | 21              |
| Ehemalige Fleischwarenfabrik (Peters) | Ehemalige Fleischwarenfabrik (Peters)                                                            | Warendorfer Straße 34 Karte    | | 1885                                          |                  | 22              |
| Vierständerhallenhaus | Vierständerhallenhaus                                                                            | Warendorfer Straße 10 Karte    | Vierständerhallenhaus ohne rückwärtige, 1950 vorgenommene Erweiterung und ohne die rechts an dem Wirtschaftsteil anschließenden Stallbauten |                                               |                  | 23              |

## Bewegliche Denkmäler
| Bild | Bezeichnung                                                        | Lage             | Beschreibung | Bauzeit | Eingetragen seit | Denkmal- nummer |
| ---- | ------------------------------------------------------------------ | ---------------- | ------------ | ------- | ---------------- | --------------- |
|      | 3 Figuren des Rosenkranzaltares (Madonna, Dominikus, Papststatue)  | Warendorfer Str. |              |         |                  | C-01            |
|      | Kreuzweg in 14 Stationen                                           | Warendorfer Str. |              |         |                  | C-02            |
|      | Romanischer Kruzifixus, Korpus Christi                             | Warendorfer Str. |              |         |                  | C-03            |
|      | Barocke Assistenzfigur, Hl. Maria                                  | Warendorfer Str  |              |         |                  | C-04            |
|      | Barocke Assistenzfigur, Hl. Johannes, Ev.                          | Warendorfer Str. |              |         |                  | C-05            |
|      | 3 skulptierte Fragmente, geschmückt mit Herme, Masken und Blättern | Am Grewinghoff   |              |         |                  | C-06            |

## Ehemalige Denkmäler
| Bild | Bezeichnung                        | Lage                        | Beschreibung | Bauzeit | Eingetragen seit    | Denkmal- nummer |
| --- | ---------------------------------- | --------------------------- | ------------ | ------- | ------------------- | --------------- |
| [[Vorlage:Bilderwunsch/code!/C:51.9206508,8.1115544784699!/D:Holzremise (Schafstall) (gelöscht), Ostenfelder Landweg 2!/\|BW]] | Holzremise (Schafstall) (gelöscht) | Ostenfelder Landweg 2 Karte |              |         | gelöscht 13.08.1996 | 11              |